# 이응광
이응광(1981년 10월 10일 ~)은 대한민국의 성악가다.

## 방송
- 로또싱어 (2020) - Top45(29위)

## 음반
- KBS클래식FM '2014한국의 클래식 내일의 주역들 9' (2015)
- 베드로의 고백 (2020)
- #노래 (2020)
- Moon River (2020)
- 로또싱어 8회 (2020)
- 로또싱어 9회 (2020)
- The Gift (선물) (2020)
- 사의 찬미 (2020)
- 강석우 가곡 Vol.5 (밤 눈) (2021)
- Richard Wagner & Gustav Mahler (2022)

## 피처링
- 레이어스 클래식 <Tears> (2022)

## 경력
- 스위스 바젤 오페라극장 전속가수 (2008)